# Białokrynica (rejon krzemieniecki)
Białokrynica (ukr. Білокриниця, Biłokrynycia) – wieś na Ukrainie, w obwodzie tarnopolskim, w rejonie krzemienieckim. W 2001 roku liczyła ok. 2,2 tys. mieszkańców.
W okresie II Rzeczypospolitej do 1939 w Białokrynicy stacjonował 12 pułk Ułanów Podolskich. Do 1933 siedziba gminy Białokrynica, tego samego roku włączona do Krzemieńca.

## Zabytki
- zamek – wzniesiony w XVI wieku przez ród książąt Zbaraskich. Po pożarze w 1806 roku przebudowany na pałac przez Czosnowskiego i Woronina[2].
- pałac – powstał w XVII wieku, obecny jego wygląd to efekt gruntownej przebudowy w stylu neogotyckim w XIX wieku[3]. Rodzina Czosnowskich po pożarze w 1806 roku zostawiła przylegające do niego ruiny dawnego zamku[4]. Przed II wojną światową działała tu Państwowa Średnia Szkoła Rolnicza[5]. Obecnie mieści się w nim technikum leśne[3].